# Robledo de Corpes
Robledo de Corpes és un municipi de la província de Guadalajara a la comunitat autònoma de Castella-la Manxa.

## Demografia
| 1991 | 1996 | 2001 | 2004 |
| ---- | ---- | ---- | ---- |
| 86   | 76   | 102  | 108  |